# Осекі (Кошалінський повіт)
Осекі (пол. Osieki) — село в Польщі, у гміні Сянув Кошалінського повіту Західнопоморського воєводства.
Населення — 485 осіб (2011).

## Демографія
Демографічна структура станом на 31 березня 2011 року:
|          | Загалом | Допрацездатний вік | Працездатний вік | Постпрацездатний вік |
| -------- | ------- | ------------------ | ---------------- | -------------------- |
| Чоловіки | 256     | 68                 | 177              | 11                   |
| Жінки    | 229     | 50                 | 151              | 28                   |
| Разом    | 485     | 118                | 328              | 39                   |